# Espace de Finsler
 (mars 2016).
Si vous disposez d'ouvrages ou d'articles de référence ou si vous connaissez des sites web de qualité traitant du thème abordé ici, merci de compléter l'article en donnant les références utiles à sa vérifiabilité et en les liant à la section « Notes et références ».
Un espace de Finsler est une variété différentielle possédant une métrique asymétrique locale, c'est-à-dire une norme asymétrique sur le fibré tangent.
Les variétés de Finsler sont donc une généralisation des variétés riemanniennes.

## Histoire
Le concept a été étudié par Paul Finsler en 1918.
Élie Cartan y reconnaîtra un cas exemplaire d'espace à connexion euclidienne[Information douteuse] (1933).

## Intérêt
Le lien avec le calcul des variations : la définition métrique mène « directement » à des raisonnements sur les géodésiques, comme solutions à des problèmes de recherches d'extrema.